# Дружелюбие (посёлок)
Дружелю́бие — посёлок в Новоусманском районе Воронежской области. Входит в состав Рогачёвского сельского поселения.

## Население
| 2000 | 2005 | 2008 | 2010 |
| ---- | ---- | ---- | ---- |
| 234  | ↘212 | ↘206 | ↘204 |